# Adolphe (film)
Pour les articles homonymes, voir Adolphe.
Pour plus de détails, voir Fiche technique et Distribution.
Adolphe est un film français réalisé par Benoît Jacquot, sorti en 2002, adapté du roman de Benjamin Constant.

## Synopsis
L'action se passe, vers 1800, sous le Consulat. Issu d'une bonne famille de province et promis à un avenir brillant, Adolphe, 24 ans, se complaît pour le moment dans le désœuvrement et l'oisiveté. Un jour, son regard croise celui d'Ellénore, la respectable épouse d'un comte. Sans trop savoir pourquoi, Adolphe décide de séduire cette femme belle, vulnérable mais nettement plus âgée que lui.
Confronté au refus obstiné de sa proie, le jeune homme finit par se convaincre lui-même qu'il est amoureux. Il reprend alors avec plus d'acharnement encore son entreprise de charme, et la belle Ellénore finit par tomber dans ses filets. Pendant un court moment, les deux amants vivent une passion idyllique. Mais, bien vite, Adolphe retombe les pieds sur terre : il n'éprouve aucun sentiment profond pour sa maîtresse, qui achève de l'indisposer en prenant l'initiative de quitter son mari et ses enfants pour vivre à ses côtés.

## Fiche technique
- Titre : Adolphe
- Réalisation : Benoît Jacquot
- Scénario : Benoît Jacquot et Fabrice Roger-Lacan, d'après le roman de Benjamin Constant
- Dialogues : Fabrice Roger-Lacan
- Costumes : Catherine Bouchard
- Photographie : Benoît Delhomme
- Son : Jean-Claude Laureux
- Production : ARP — France 3 Cinéma — Canal+
- Genre : drame
- Durée : 102 minutes
- Tournage : du 14 janvier à fin mars 2002 en région parisienne et en Tchéquie
- Date de sortie : 
  -  France - 30 octobre 2002

## Distribution
- Isabelle Adjani : Ellénore
- Stanislas Merhar : Adolphe
- Jean Yanne : Le comte
- Romain Duris : d'Erfeuil
- Jean-Louis Richard : M. d'Arbigny
- Anne Suarez : Mme d'Arbigny
- Jean-Marc Stehlé : Le père d'Adolphe
- Maryline Even : La femme de chambre
- Olween Heudig : La gouvernante
- Cindy David : La fille d'Ellénore
- Gabriel-Kane Day-Lewis : Le fils d'Ellénore
- Bernard Ballet : Le préfet
- Isild Le Besco : La lingère
- Pierre Charras : Le valet de chambre
- Rémy Roubakha : Le concierge
- François Chattot : L'ambassadeur
- Patrice Juiff : L'ingénieur
- Jean-Claude Braquet : Le palefrenier
- Benjamin Rataud : Le barbier
- John Arnold : Le secrétaire d'ambassade
- Maurice Bernart : Le monsieur
- Isabelle Caubère : La femme du concierge
- Jacqueline Jehanneuf : Tante Choupie
- Astrid Cathala : La fille d'Erfeuil
- Christophe Lavalle : Le laquais d'ambassade